# Савоя-Генуа
Савоя-Генуа (на италиански: Savoia-Genova) е кадетски клон на Савойския дом, създаден през 1831 г. от семейство Савоя-Каринян. Последният херцог на Генуа Евгений умира през 1996 г. Той има само една дъщеря и тъй като в Савойския дом титлите не се предават на жени (според Салическия закон), със смъртта му клонът изчезва. Главата на дома носи титлата „Херцог на Генуа“ и към него се обръщат с „Ваше кралско височество“.

## История

### Фердинанд Савойски-Генуезки
Титлата „Херцог на Генуа“ е дадена за първи път през 1815 г. на принц Карл Феликс Савойски, бъдещ крал на Сардиния, и на Карл Алберт след него. Родоначалникът на кадетския колон обаче е Фердинанд, син на Карл Алберт и Мария Тереза Хабсбург-Лотарингска: неговият баща му дава титлата Херцог на Генуа през 1831 г., веднага след като се възкачва на трона, за да направи така че да се почувстват генуезците по-свързани със Савойската династия, завладяла града им. Фердинанд е избран за крал на Сицилия на 10 юли 1848 г., но се отказва от трона, за да не попречи на плана за национално обединение. На следващата година, заедно с баща си Карл Алберт и брат си Виктор Емануил, той се бие в битката при Новара. Херцогът се жени за принцеса Мария Елизабет Саксонска (* 1830 † 1912) в Дрезден на 22 април 1850 г. От този брак са родени:
- Маргарита Савойска-Генуезка (* 1851 † 1926), кралица на Италия.
- Томас Савойски-Генуезки (* 1854 † 1931), втори херцог на Генуа.

След смъртта на Фердинанд вдовицата му води затворен живот и на 4 октомври 1856 г. се омъжва повторно за майор Николо Рапало. Елизабета получава съгласието за новия си брак от баща си Йохан Саксонски, но не е поисква това на Виктор Емануил II, който негодува и заплашва да я лиши от позицията ѝ в кралското семейство. Нещата обаче след това се уталожват и Виктор Емануил II прави Николо Рапало маркиз, като го назначава и за ръководител на Градската къща на херцогинята.

### Томас Савойски-Генуезки
През 1870 г. испанската корона е предложена на Томас. Тъй като той не е пълнолетен, решението се пада на майка му Елизабет, която отказва поради младата му възраст и несигурността на приключението.
Томас се жени в Нимфенбург на 14 април 1883 г. за принцеса Изабела Баварска (* 1863 † 1924), дъщеря на Адалберт Вилхелм Баварски и Амалия Филипина Бурбон-Испанска. От този брак са родени:
- Фердинанд Савойски-Генуезки (* 1884 † 1963), принц на Удине, след това трети херцог на Генуа
- Филиберт Савойски-Генуезки (* 1895 † 1990), херцог на Пистоя, след това четвърти херцог на Генуа
- Мария Бона Савойска-Генуезка (* 1896 † 1971)
- Адалберт Савойски-Генуезки (* 1898 † 1982), херцог на Бергамо
- Мария Аделаида Савоска-Генуезка (* 1904 † 1979)
- Евгений Савойски-Генуезки (* 1906 † 1996), херцог на Анкона, след това пети херцог на Генуа.

### Фердинанд, Филиберт и Евгений Савойски-Генуезки
Това последно поколение, въпреки че живее в толкова важни за историята на Италия години, винаги се пази от светските хроники и двора, водейки доста анонимен живот, особено в сравнение с този на братовчедите им от линията Савоя-Аоста. Във военната сфера членовете на савойско-генуезката линия изпълняват задълженията си като офицери, макар и без особена известност. Сред мъжете само Евгений има дъщеря, Мария Изабела Савойска-Генуезка, родена в Рим на 23 юни 1943 г. и омъжена през 1971 г. за Алберт Фриоли. Бракът е разрешен от Умберто II, който прави Гуидо Фриоли, баща на Алберт, граф на Рецано.
Семейство Савоя-Генуа не се радва на особена почит, ако се има предвид, че Галеацо Чано на 24 август 1939 г. съобщава в дневника си презрителен коментар на Виктор Емануил III, който се оплаква, че Мусолини нарочно е принудил на военно бездействие неговия син Умберто, като по този начин го е изключил не само от възможността да взема решения, но и от възможността да получи военна слава: „Онзи двамата идиоти от Бергамо [Адалберт Савойски-Генуезки] и Пистоя [Филиберт Савойски-Генуезки] имат командването, моят син също може да го има.“ По същия начин, по време на референдума от 1946 г., в дневника на Фалконе Лучиферо има някои нелицеприятни препратки към тези принцове по отношение на тяхната прозорливост, но не към начина им на живот, който винаги е бил белязан от резервираност и простота.
След институционалната промяна през 1946 г. херцог Фердинанд живее в Бордигера, Лигурия, където води затворен живот и където умира през 1963 г. Херцозите Адалберт и Филиберт живеят тридесет години в хотел в Торино, докато най-малкият син Евгений се мести в Бразилия, където стартира селскостопански бизнес и където умира през 1996 г. Тъй като той има дъщеря и тъй като в Савойския дом титлите не се предават чрез жени, титлата „Херцог на Генуа“ изчезва.

## Линия на наследяване

### Херцози на Генуа
| n ° | Име       | Изображение | Раждане | управление | управление | Смърт   | Бележки |
| n ° | Име       | Изображение | Раждане | начало     | край       | Смърт   | Бележки |
| --- | --------- | ----------- | ------- | ---------- | ---------- | ------- | --- |
| THE | Фердинанд |             | 1822 г. | 1831 г.    | 1855 г.    | 1855 г. | родоначалник на кадетската линия Савоя-Генуа, син на Карл Алберт съпруг на Елизабет Саксонска (* 1830 † 1912) наследници: Маргарита (* 1851 † 1926), съпруга на Умберто I, първа кралица-консорт на Италия Томас (* 1854 † 1931), съпруг на Изабела Баварска |
| II  | Томас     |             | 1854 г. | 1855 г.    | 1931 г.    | 1931 г. | син на Фердинанд, предишния херцог на Генуа съпруг на Изабела Баварска (* 1863 † 1924) наследници: - Фердинанд (* 1884 † 1963), съпруг на Мария Луиза Алиага Гандолфи - Филиберт (* 1895 † 1990), съпруг на Лидия д'Аренберг - Мария Бона (* 1896 † 1971), съпруга на Конрад Баварски - Адалберт (* 1898 † 1982) - Мария Аделаида (* 1904 † 1979), съпруга на принц Леон Максим д'Арсоли - Евгений (* 1906 † 1996), съпруг на Лучия дьо Бурбон-Двете Сицилия |
| III | Фердинанд |             | 1884 г. | 1931 г.    | 1963 г.    | 1963 г. | син на Томас, предишния херцог на Генуа съпруг на Мария Луиза Алиага Гандолфи от графовете на Рикалдоне наследници: няма |
| IV  | Филиберт  |             | 1895 г. | 1963 г.    | 1990 г.    | 1990 г. | син на Томас, брат на Фердинанд, предишния херцог на Генуа съпруг на Лидия д'Аренберг наследници: няма |
| V.  | Евгений   |             | 1906 г. | 1990 г.    | 1996 г.    | 1996 г. | син на Томас, брат на Филиберт, предишния херцог на Генуа, съпруг на Лучия дьо Бурбон-Двете Сицилии наследници: Мария Изабела, (* 1943), съпруга на Алберто Фриоли |